# 浜崎太平次
浜崎 太平次（はまさき たへいじ、旧字体：濱崎 太平󠄁次󠄁、文化11年（1814年） - 文久3年（1863年））は、日本の江戸時代、幕末期の薩摩国の商人である。薩摩藩の財政を支え、紀州の紀伊國屋文左衛門、加賀の銭屋五兵衛とあわせて、江戸時代の「実業界の三傑」とも呼ばれている。

## 来歴

### 生い立ち
浜崎家は3代新平の時代にヤマキの商号を掲げ、代々海運業を生業としていた。5代目太左衛門の頃から全国の長者番付に載るほどの隆盛を誇る。6代目から10代目がいずれも太平次を名乗った。
8代太平次(1814-1863)は、薩摩国指宿の浜崎家の長男として生まれる。幼少時代には家業が傾きかけており、収穫が終わった畑で唐芋を拾って飢えを凌ぐような少年期を過ごした。14歳の時から、商船で琉球との交易に従事し、18歳の時に第7代太平次が亡くなると、太平次の名を継いだ。南島貿易を家業再興の柱と考えた太平次は、摺ヶ浜に住む富豪の笹貫長兵衛から借財をした。「金は貸してやるが、船乗りは板子一枚下は地獄である故に長男は家に居て安全な仕事をやった方が良い」と諭されたというが、太平次は聞き入れず、借りた金を元手に自ら船に乗り琉球貿易の海運業を手始めに、徐々にヤマキを立て直していった。

### 事業の拡大
この頃、薩摩藩では、藩主島津重豪が家老の調所広郷に命じて 文政11年（1828年）から藩政改革を始めていた。この際、薩摩藩は奄美群島で生産した砂糖の専売を強化する策をとり、海運が唯一の輸送手段である奄美群島では、海商の存在が欠かせなかった。太平次もそうした藩の海商船団の一角を担い、規定以上の生活必需品を奄美に持ち込んで砂糖と交換ののちに売りさばいて利益を上げた。広郷とも交流があったとする証言もある。また琉球との間の交易は、江戸幕府からは密貿易の扱いだったが薩摩藩はこれを事実上公認して、山川港と琉球を結ぶ交易船で太平次は多額の利益を得たとされる。
貿易の拡大で、那覇、長崎、大坂、函館、新潟、佐渡、日向高城村(高城町 (宮崎県)）などにも支店を置くほどになる。各支店にはいずれも同郷指宿の出身者を支配人に置いた。中心的存在である大阪支店「薩摩屋」は西区立売堀北通六町目にあった薩州下屋敷と百間町屋敷に隣接し、薩摩藩の財政に重要な役割を果たした。これらの貿易で利益を得た後は造船業にも乗り出し、指宿の浜に一度に3隻を建造できる造船所を開設し、藩の御用運送人となった。また、薩摩藩に多額の献金をおこなった。密貿易が幕府に発覚し、函館支店長だった太平次の弟・弥兵衛らは流罪となり店は閉鎖されたが、密貿易は藩の指示もあったことから、藩を守るため弥兵衛らを率先して幕府に差し出したと言われている。
日本の機械紡績業は薩摩藩に始まるが、そのきっかけを作ったのが1850年代後半に太平次が薩摩藩主島津斉彬に献上した西洋産の機械綿糸と言われている。

### 最期
文久3年(1863年)、8代太平次は大坂で客死した。太平次死亡の知らせを聞いて、時の薩摩藩の「国父」（藩主の父）島津久光は「我が片腕を失った」と嘆いた。評伝『海上王濵﨑太平次傳』には、孝明天皇が病床に侍医を遣わせたとある。遺骨は、大阪市西区にある竹林寺に密葬された。
指宿市湊南墓地にも累代の墓と並んで太平次本人の墓があったが、昭和30年（1955年）の市営市営小田公苑墓地に際して湊南墓地が廃止され、累代の墓はそちらに移って太平次の墓のみが現地に残された。

## 後継
1863年に9代浜崎太平次（1845-1865）が跡を継いだ。9代目は五代才助ら薩摩藩遣英使節団を支援するなどしたが、21歳で夭折したため、8代太平次の次弟・弥兵衛の子である17歳の太兵衛が10代浜崎太平次（1849-1910)として浜崎家を継いだ。実質的な切り盛りは、指宿出身の番頭で大阪店の総支配人も務めた肥後孫左衛門（1843-1909）が行なった。
浜崎家は1867年（慶応3年）に鹿児島紡績所が開設されると、その綿糸布販売・原料綿花買入を行ない、1870年（明治3年）に開設された島津家の堺紡績所の原料、製品の購買販売も引受け、同所が官営となったのちに1878年に払い下げとなると、肥後の名義でそれを所有した。しかし、10代目の放蕩により浜崎家は没落し、堺紡績所も浜崎家の大番頭からのちに造船王となった川崎正蔵の手に渡った。10代目は大阪で人力車夫となり、同情した昔馴染みの芸者に養われたという。

## 風貌
鹿児島県指宿市には、浜崎太平次の銅像が立っている。しかし、『海上王濵﨑太平次傳』には、「由来翁は、写真に撮影することは忌んでいたので、かつて一度も之に接したことは無かったとは遺族の話である」とあり、太平次の写真は1枚も見つかっていないとされる。
以下のような証言が残されている。

## 評伝
- 宮里源之亟（著）沢田延音（編）『海上王濵﨑太平次傳』浜崎太平次翁顕彰会、1934年（国会図書館デジタルオンラインの書誌情報）

## 浜崎太平次が登場する作品
小説
- 司馬遼太郎『竜馬がゆく』

随筆
- 郷原茂樹『太平次を見つけに』

## 由来する商品
太平次の末裔にあたる蔵元中俣家が、焼酎「八代目 濱崎太平次」を販売している。